# 誼襄王
誼襄王（きじょうおう、または師、? - 紀元前843年）は、第11代箕子朝鮮王。王在位期間は、紀元前896年 - 紀元前843年。諡は誼襄王。諱は師。王位は文恵王（炎）が継承。